# 大井朝行
大井 朝行（おおい ともゆき）は、南北朝時代の武将、信濃国大井城城主。大井行光の嫡子。大井荘地頭。

## 生涯
建武2年（1335年）中先代の乱の後、鎌倉で朝廷に反旗を翻した足利尊氏に信濃守護小笠原貞宗、村上信貞らと共に従い、天皇方が東海道・東山道両道に大軍を発すると、弾正尹宮・大智院宮・洞院実世らを大将に、伊予国の忽那重清や、信濃国司権中納言堀川光継、信濃国衆の仁科氏、高梨氏、志賀氏なども加わった一万余騎の東山道軍を佐久郡岩村田の大井城に迎え撃った。奮戦数日の後、大井城（当時は石並城の部分)は12月23日に落城した（『於大井庄合戦』『忽那文書』等）。
大井庄合戦に敗れた後、朝行は大井城の復旧をしながら信濃守護小笠原貞宗に属して、信濃国内の北条残党の討滅戦に参加していたものと思われる。正平4年（1349年）には朝行の甥にあたる甲斐守大井光長（光栄）が、信濃守護小笠原政長（貞宗の子）の守護代になっている。